# Ischnosiphon cannoideus
Ischnosiphon cannoideus är en strimbladsväxtart som beskrevs av Bengt Lennart Andersson. Ischnosiphon cannoideus ingår i släktet Ischnosiphon och familjen strimbladsväxter. Inga underarter finns listade.